# Abbeyleix
Abbeyleix, irisch Mainistir Laoise („Kloster von Laois“), ist eine Kleinstadt im County Laois in der Republik Irland. Sie liegt 14 km südlich von Port Laoise, dem Verwaltungssitz des Countys.
Bei der Volkszählung 2022 hatte sie 1897 Einwohner.

## Geschichte
Ursprünglich entwickelte sich der Ort circa 3 km südwestlich der heutigen Lage in der Nähe des River Nore um die im 12. Jahrhundert gegründete Zisterzienser-Abtei. Die Vesey-Familie erwarb Abbeyleix 1750. Da die Gegend wegen der Nähe zum Fluss zu ungesund war, plante und errichtete man 1790 das neue Abbeyleix.

## Transport
Durch Abbeyleix führte die Nationalstraße N8 von Dublin nach Cork, was wegen des immer stärker werdenden Verkehrs zu einer großen Belastung wurde. In 2010 wurde die Autobahn M8 eröffnet, die am Ort vorbeiführt und die Stadt entlastete. Die ehemalige N8 wurde zur Überlandstraße N77 herabgestuft.
Von 1865 bis 1963 war Abbeyleix durch die Linie von Port Laoise nach Kilkenny an das Eisenbahnnetz angeschlossen, die danach geschlossen wurde. Auch die nationale Busgesellschaft Bus Éireann bedient die Stadt (nicht) mehr in ihrem Fernverkehr.

## Auszeichnung
2023 errang Abbeyleix im Rahmen der 65. Durchführung des Wettbewerbs den Titel „Ireland’s Tidiest Town“.

## Persönlichkeiten
- Launt Thompson (1833–1894), Bildhauer
- Edward Massey (1619–1674), englischer Soldat und Parlamentarier
- Francis Bacon (1909–1992), Maler